# Fatva
Fatva (arabsko فتوى‎;, fatwā, mn. فتاوى, fatāwā) je v islamskem pravu (šeriat) neobvezno pravno mnenje usposobljenega pravnika kot odgovor na vprašanje, ki ga zastavlja posameznik, sodnik ali vlada.  Pravnik, ki izda fatvo, se imenuje muftija, dejanje samo pa iftāʾ. Fatve so igrale pomembno vlogo v vsej islamski zgodovini in so v sodobnem času dobile nove oblike.
Podobno jus respondendi v rimskem pravu in rabinski responsa, so zasebno izdane fatve zgodovinsko služile za poučevanje muslimanskega prebivalstva o islamu, svetovanje sodiščem v težkih točkah islamskega prava in izdelavi materialnega prava. V kasnejših časih so bile javne in politične fatve izdane, da bi zavzele stališče v doktrinarnih polemikah, legitimirale vladne politike ali izrazile nezadovoljstvo prebivalstva. V času evropskega kolonializma so fatve igrale pomembno vlogo pri mobilizaciji odpora proti tuji dominaciji.
Muftiji so v klasičnem pravnem sistemu delovali kot neodvisni učenjaki. Sunitski muftiji so se skozi stoletja postopoma vključili v državno birokracijo, medtem ko so šiitski pravniki v Iranu postopoma uveljavljali avtonomno oblast, ki se je začela že v zgodnji moderni dobi.
V moderni dobi so fatve odražale spreminjajoče se gospodarske, socialne in politične okoliščine in obravnavale težave, ki so se pojavljale v različnih muslimanskih skupnostih. Širjenje kodificiranih državnih zakonov in pravnega izobraževanja v zahodnem slogu v sodobnem muslimanskem svetu je tradicionalnim muftijem odvzelo njihovo zgodovinsko vlogo in prečistilo in dodelalo zakone, ki se uporabljajo na sodiščih. Sodobne fatve namesto tega vse pogosteje služijo za svetovanje širši javnosti o drugih vidikih šeriata, zlasti o vprašanjih, povezanih z verskimi obrediin vsakdanjim življenjem. Sodobne javne fatve so v muslimanskem svetu včasih sprožile polemike, v zadnjih desetletjih pa so nekatere dobile svetovno slavo. Pravna metodologija sodobnega ifta pogosto odstopa od sodobne prakse, zlasti na Zahodu. Nastanek sodobnih medijev in univerzalnega izobraževanja je tradicionalno institucijo ifte preoblikovalo na različne načine. Širjenje sodobne fatve za mnoge muslimane pomeni potrjevanje pomena islamske verodostojnosti, vendar je bilo opravljenih zelo malo raziskav, ki bi ugotovile, koliko te fatve vplivajo na prepričanja ali vedenje muslimanske javnosti.

## Izrazi
Beseda fatva prihaja iz arabskega korena f-t-y, katerega pomeni vključujejo »mladost, novost, pojasnitev, razlago«. Iz tega korena izhaja več izrazov, povezanih s fatvo. Pravnik, ki izda fatvo, je muftija, prosilec zanjo pa mustafti. Dejanje izdaje fatve je iftāʾ. Izraz futyā se nanaša na zbiranje in izdajanje fatev.

## Izvor
Začetki fatve so v samem Koranu. V njem je več nasvetov islamskemu preroku Mohamedu, kako se odzvati na vprašanja njegovih privržencev o verski in družbeni praksi. Več verzov se začne s frazo: »Ko te vprašajo o ..., reci ...« V dveh primerih (4: 127, 4: 176) je to izraženo z besednimi oblikami korena fty, kar pomeni prošnjo za verodostojen odgovor. V hadiški literaturi je ta tristranski odnos med Bogom, Mohamedom in verniki običajno nadomeščen z dialogom, v katerem Mohamed odgovarja neposredno na vprašanja svojih spremljevalcev (sahaba). Po islamski doktrini je z Mohamedovo smrtjo leta 632 je Bog prenehal komunicirati s človeštvom preko razodetja in prerokov. Na tej točki se je hitro rastoča islamska skupnost za versko vodenje obrnila na njegove spremljevalce kot najbolj kompetentne razlagalce. Nekateri od njih so pojasnili veliko nejasnih predmetov. Generacijo Mohamedovih spremljevalcev je zamenjala generacija njihovih naslednikov (tabi'un).  Koncept fetve je v islamskih skupnostih je dobil obliko vprašanj in odgovorov, povezanih z vero, in dobil dokončno obliko z razvojem klasične teorije islamskega prava.

## Predmoderni islam

### Postopekifte
Pravna teorija fatve je bila oblikovana v klasičnih besedilih usul al-fiqh (načela sodne prakse), medtem ko so bile praktične smernice za muftije zapisane v priročnikih, imenovanih adab al-mufti ali adab al-fatwa (predpisi za vedenje muftij/fatve).
Fatve so se izdajale kot odgovor na poizvedbe. Vsebovale so lahko samo preprost odgovor »da« ali »ne« ali obsežno razpravo v velikosti knjige. Slednje so presojale na primer primere brez primere, za katere je bilo potrebno opredeliti pravno utemeljitev odločitve. Poizvedbe pri muftijah naj bi se nanašale na resnične in ne hipotetične situacije. Oblikovane so morale biti na splošno in se izogibati imenom krajev in ljudi. Ker muftija ni smel raziskovati razmer, ki so presegale podatke v poizvedbi, so bile poizvedbe v spornih zadevah pogosto zelo skrbno oblikovane. Muftijevo razumevanje poizvedbe je bilo običajno odvisno od njegovega poznavanja lokalnih običajev in načina izražanja. Če je bila poizvedba nejasna ali ne dovolj podrobna za jasno odločitev, je muftija v svojem odgovoru lahko navedel svoje zadržke.
Fatvo so lahko zahtevali moški in ženske iz vseh družbenih slojev. Muftija je lahko bil nepomemben učenjak, ki je občasno odgovarjal na vprašanja ljudi v svoji soseščini, slaven pravnik ali vpliven državni uradnik. Raven tehničnih podrobnosti, zajetih v fatvi, na primer navedba virov ali specifikacija uporabljenih pravnih metod, je bila odvisna od tehnične ravni prosilca. Teoretično je moral prosilec preveriti znanstveni ugled muftije, iz muftijevih priročnikov (adab al-mufti) pa je razvidno, da je laik to težko opravil in je moral zaupati muftijevi pobožnosti ali izbrati kakšno ugledno in moralno osebo. Muftija je bil pogosto znana osebnost iz prosilčeve soseske. Nekateri prosilci so lahko izbirali med več lokalnimi muftijami, drugi pa so se morali odločiti za potovanje do izbranega muftije. Sodniki so zahteve po fatvi uglednih pravnikov v drugem mestu ali celo državi običajno pošiljali pisno.
Sunitska pravna teorija na splošno dopušča, da dobi prosilec za isto realno in ne hipotetično zadevo fatvo več muftij. Nekateri prosilci so zahtevali drugo fatvo, ker niso bili zadovoljni s prvo, v pravnih sporih pa sta sprti strani običajno poskušali dobiti fatvo vsak svojega muftije.  Muftija se je v težavnih primerih pogosto posvetoval z drugim muftijem, čeprav takšna praksa v pravni teoriji ni bila predvidena. Slednja je v fatvi videla transakcijo med kvalificiranim pravnikom in nekvalificiranim prosilcem.
Od muftije se je teoretično pričakovalo, da bo fatve izdajal brezplačno. V praksi so zato muftije običajno prejemali podporo iz javne blagajne, javnih dotacij ali zasebnih donacij. Jemanje podkupnine je bilo prepovedano. Do 11. ali 12. stoletja je velika večina pravnikov za svoje vzdrževanje opravljala tudi druga dela. Na splošno so se ukvarjali z manj zahtevnimi ali srednje zahtevnimi poklici, na primer s strojenjem, prepisovanje dokumentov ali drobnim trgovanjem. 
Teoretično se je fatva lahko izdajala ustno ali pisno. Za zasebne fatve ni znano, kako pogoste so bile. Izjeme so fatve, ki jih je izdal osmanski urad, ustanovljen posebej za izdajanje fatev. Veliko rutinskih pisnih fatev je bilo dostavljenih pobudniku neposredno na kosu papirja, na katerem je bil zahtevek za poizvedbo. Za temi se praviloma ni ohranila nobena sled, za drugimi pa so se v osmanskih in indijskih arhivih ohranile velike zbirke dokumentov.
Priročniki za muftije so vsebovali številne predpise o standardni obliki fatve, na primer o izogibanju praznega prostora, ki bi ga lahko uporabili za dodajanje lažnega besedila, in zaključnem zapisu  alahu a'lam (Bog najbolje ve). Fatve so imela kljub temu zelo različne oblike, odvisne predvsem od lokalne pravne kulture.

### Vloga fatev
Klasična institucija fatve je podobna jus respondendi v rimskem pravu in responsi v judovskem pravu.
V klasičnem islamskem pravnem sistemu je fatva igrala tri pomembne vloge:
- s pravnim svetovanjem je dajala islamskemu prebivalstvu podatke o islamu in nasvete o obredih in etiki,[4][6]
- na zahtevo sodnikov je odgovarjala in svetovala sodiščem v nejasnih točkah islamskega prava,[4][6]
- spopolnjevala je neodvisno islamsko pravo, zlasti s pravno literaturo, ki so jo razvili avtorji-pravniki, ki so zbirali fatve pomembnih muftijev in jih vključevali v svoje knjige.[4][6]

Pred vzponom sodobnega izobraževanja je bil v islamskem svetu študij prava osrednji del naprednega izobraževanja. Razlago šeriatskega prava na številnih področjih, bistvenih za delovanje družbe, od obredja do financ, je nadziral razmeroma majhen razred pravnih strokovnjakov. Za kvalificirane pravnike je veljalo, da morajo svoje znanje posredovati s poučevanjem ali izdajanjem fatev. Idealnega muftijo so si predstavljalo kot osebo z visokimi znanstvenimi dosežki in zgledno moralo in bili do njega temu primerno spoštljivi.
Sodniki so v težkih primerih in potencialno spornih sodbah praviloma zahtevali mnenje muftije. Sodišče je fatvo praviloma upoštevalo. Zavrglo je samo fatvo, za katere je menilo, da je fatva drugega muftije bolj prepričljiva. Če stranka v sporu ni mogla pridobiti fatve, ki bi podprla njegovo stališče, je bilo malo verjetno, da se je primer nadaljevali na sodišču. Takšni primeri so se nadaljevali z izvensodno poravnavo ali se popolnoma opustili.
Muftije so včasih zaprosili za fatvo v zvezi z že sprejeto sodno odločbo, Takšna fatva je delovala kot neformalni pritožbeni postopek, obseg te prakse in njen mehanizem pa se je v zgodovini spreminjal. Medtem ko se večini islamskih sodnikov ni bilo treba posvetovati z muftijo, je bila v muslimanski Španiji ta praksa obvezna. Sodna odločba brez predhodne odobritve pravnega strokovnjaka se je štela za neveljavno.
Avtorji-pravniki so zbirali fatve znanstveno zelo uglednih muftij in jih povzemali v jedrnate formulacije pravnih norm, ki bi jih lahko uporabljali sodniki kot povzetek sodne prakse določenih madhhab (pravnih šol).  Avtorji-pravniki so iskali fatve, ki so odražale družbene pogoje njihovega časa in kraja, pogosto pa so se odločali za poznejša pravna mnenja, ki so bila v nasprotju z doktrino zgodnjih avtoritet. Raziskave, ki sta jih izvedla Wael Hallaq in Baber Johansen, so pokazale, da bi zbirke fatev lahko, in včasih tudi so imele pomemben vpliv na razvoj islamskega prava.
V zgodnjih stoletjih islama vloge muftij, avtorjev-pravnikov in sodnikov niso bile izključujoče. Pravnik je lahko v enem samem dnevu vodil izobraževalni krožek, vodil sejo fatve in odločal o sodnih zadevah, ponoči pa se je posvetil pisanju pravne razprave. Tisti, ki so lahko delovali na vseh štirih omenjenih področjih. so veljali za najbolj izpopolnjene pravnike.
Z vidika moralne in verske obveznosti je bil izraz fatva, zlasti v sufijski literaturi, v nasprotju z izrazom takva, ki je pomenil pobožnost in strah pred Bogom. Fatve so v določeni zadevi dopuščale izbiro med prizanesljivo in strogo razlago šeriata in celo pravniške zvijače (hiyal), ki so zaobšle strožjo razlago. Takšne strategije s stališča takve včasih niso bile sprejemljive.

### Kvalifikacije muftij
Po klasični pravni teoriji je bil osnovni pogoj za izdajo fatve versko znanje in pobožnost muftije. Po mnenju priročnikov adab al-mufti je moral biti muftija odrasel, zaupanja vreden in zanesljiv musliman dobrega značaja in bistrega uma, pozoren in strog mislec, usposobljen pravnik in ne grešnik. Na praktični ravni je status muftije izhajal iz njegovega ugleda, strokovnega znanja in pokončnega značaja.
V skladu s pravno teorijo se je moral vsak mufti odločiti, kdaj je pripravljen opravljati svoje poslanstvo. V praksi je ambiciozni pravnik običajno nekaj let študiral pri enem ali več priznanih znanstvenikih po učnem načrtu, ki je vključeval arabsko slovnico, hadis, pravo in druge verske znanosti. Učitelj je odločil, kdaj je študent usposobljen izdajati fatve, in mu takrat izstavil ustrezno spričevalo (ijaza). 
V prvih stoletjih islama se je pričakovalo, da je muftija mudžtahid, se pravi pravnik, sposoben izpeljati pravne odločitve neposredno iz svetopisemskih virov z neodvisnim sklepanjem (idžtihad), ocenjevanjem zanesljivosti hadisa in uporabo ali celo razvojem ustreznih pravnih metodologij. Od okoli leta 1200 so pravni teoretiki začeli sprejemati dejstvo, da muftije tistega časa morda nimajo znanja in pravne veščine za opravljanje te dejavnosti. Poleg tega se je zdelo, da so glavna vprašanja sodne prakse že obravnavali najvidnejši pravniki prejšnjih časov, tako da so morali poznejši muftije samo slediti pravnim mnenjem, ki so jih sprejeli v njihovi pravni šoli (taqlid). Na tej točki sta se pojma muftija in mudžtahid začela ločevati, pravni teoretiki pa so pravnike razvrstili v tri ali več ravni pristojnosti.
Med dvanajstniškimi šiiti je imela Akharska šola prava, ki je prevladovala v zgodnji moderni dobi, drugačen pogled na ifto od trenutno prevladujoče šole Usuli. Po slednji je fatva lahko temeljila na veljavnih domnevah (zann), ki so izhajale iz idžtihada. Vsak musliman, ki ni bil usposobljen za mudžtahida, bi moral postati sledilec (mukalid) mudžtahida. Akharska šola je v nasprotju s tem menila, da morajo biti vsi šiitski muslimani mukalidi dvanajstih imamov in da mora fatva odražati samo zanesljivo znanje (qatʿ) in temeljiti na izročilih imamov.
V nasprotju s položajem kadija (qadi, sodnik), ki je bil v klasičnem pravnem sistemu rezerviran samo za moške, so fatve lahko izdajale tudi usposobljene ženske. V praksi je bila velika večina pravnikov, ki so dokončali dolgo šolanje v jezikovnih in verskih znanostih, potrebnih za pridobitev kvalifikacije za izdajo fatev, moških. Zanimivo je, da sužnji in slepe ali neme osebe teoretično niso smele opravljati sodniškega poklica, poklic muftije pa lahko.

### Fatva vs. sklep sodišča
Mufija in sodnik sta imela v klasičnem šeriatskem pravu različni vlogi. Ustrezno različni sta bili tudi fatva in kada (sklep sodišča): 
- Fatva ni bila obvezujoča, sklep sodišča pa je bil obvezujoč in izterljiv.[1][4]
- Fatva se je lahko ukvarjala z obredi, etičnimi vprašanji, verskimi doktrinami in včasih celo filozofskimi vprašanji, medtem ko so sodne zadeve obravnavale pravne zadeve v ožjem pomenu.[1][4]
- Sodna odločba se je nanašala samo na konkretno sodno zadevo, medtem ko je bila fatva uporabna za vse primere, ki so ustrezali premisam poizvedbe.[6]
- Fatva je bila izrečena na podlagi informacij, predloženih v zahtevi, medtem ko je sodnik dejavno preiskoval dejstva primera.[1][6]
- Sodnik je pred sprejemom razsodbe ocenil argumente obeh strank v sporu, medtem ko je bila fetva izrečena na podlagi podatkov, ki jih je predložil en sam pobudnik.[1][6]
- Fatve prominentnih pravnikov so se zbirale v knjigah in služile kot vir precedensa, medtem ko so se sklepi sodišč dokumentirali v sodnih registrih in se niso razširjali.[1][6]
- Četudi sta bila muftija in sodnik razlagalca šeriata, se je sodna razlaga osredotočala na ocenjevanje dokazov, kot sta pričanje in prisega, muftija pa je preučeval predvsem besedilne vire (zapisi in pravna literatura).[6]
- V klasičnem pravnem sistemu so bili sodniki državni uslužbenci, ki jih je imenoval vladar, medtem ko so bili muftije učenjaki brez uradnih pooblastil.[6]

### Institucije
Do 11. stoletja je lahko fatve izdajal vsak, ki je imel znanstveno priznanje islamskega pravnika. Približno takrat so se začele pojavljati prve javne pisarne muftij, ki so zasebno izdajali fatve. V Horasanu so vladarji za njihovega vodjo imenovali lokalnega ulemo, imenovanega šejk-al-islam, ki je hkrati deloval kot glavni muftija. Mameluki so na apelacijskih sodiščih v vsaki od štirih sunitskih madhab v deželnih središčih imenovali po enega muftijo. V Osmanskem cesarstvu so bili muftije organizirani v hierarhično birokracijo z glavnim muftijo na ravni cesarstva, ki se je imenoval šejk-al-islam (turško şeyhülislam). Šejk-al-islam je spadal med najvplivnejše državne uradnike. Poizvedbe, naslovljene na muftije, so pregledali pisarji in jih prepisali, da so olajšali izdajanje fatev. V mogulski Indiji in safavidskem Iranu je imel glavni muftija naziv sadr.
V prvih stoletjih islama so se muftije izobraževali v neformalnih študijskih krožkih, v 11. in 12. stoletju pa so vladajoče elite začele ustanavljati visoke verske šole, medrese, s katerimi so nameravali zagotoviti podporo in sodelovanje ulem (verskih učenjakov). Medrese, ki so bile prvotno namenjene predvsem študiju prava, so se začele kmalu ustanavljati po celem islamskem svetu, da bi širile islamski nauk izven urbanih središč in združile različne islamske skupnosti v kulturno celoto. V nekaterih državah, na primer v muslimanski Španiji, so imeli muftije vlogo svetovalcev na sodiščih. Pravniki so bili tudi člani sveta (šura) vladarjevih svetovalcev. Muftije so bili lahko imenovani tudi na druge javne položaje, na primer za tržne inšpektorje.

#### Stanje v šiitskem islamu
V večjem delu sunitskega muslimanskega sveta so se muftije postopoma utopili v državni birokraciji. Šiitska verska elita v Iranu je že v zgodnji moderni dobi ubrala drugačno pot. V času vladavine Safavidov so neodvisni islamski pravniki (mudžtahidi) trdili, da so pooblaščeni zastopniki skritega imama (Mohamed al-Mahdi). V 18. stoletju so začeli trditi še to, da delujejo skupaj kot poslanci imama. V skladu s to doktrino naj bi vsak musliman izbral in sledil enemu visokemu živečemu mudžtahidu, imenovanem mardža 'al-taklid. Njegove fatve so se štele za zavezujoče in so se po tem razlikovale od fatev v sunitskem islamu. Šiitski mudžtahidi so za razliko od sunitskih muftij postopoma postali vedno bolj neodvisni od države.

### Javne in politične fatve
Večina fatev je bila dostavljena posameznikom ali sodnikom, nekatere pa so bile javne ali politične narave in so igrale pomembno vlogo pri izkazovanju vere, v doktrinarnih sporih, politični kritiki ali politični mobilizaciji. Ker so se muftije v islamski zgodovini postopoma vključevali v vladne birokracije, je bilo pogosto pričakovati, da bodo podpirali vladne politike. Osmanski sultani so od glavnega muftije redno zahtevali fatve za upravne in vojaške zadeve, vključno s kazenski džihadom proti Mamelukom v Egiptu in Safavidom v Iranu. Fatve glavnega osmanskega muftije so sultani izkoriščali za potrjevanje verske legitimnosti novih družbenih in gospodarskih praks, kot so bili na primer finančni in kazenski zakoni, sprejeti izven šeriata, tiskanje posvetnih knjig (1727) in cepljenje (1845).
Muftije so včasih delovali zudi neodvisno od vladarja. Nekaj sultanov v Maroku in Osmanskem cesarstvu je bilo odstavljenih s fatvo. Osmanskega sultana Murata V., na primer, so odstavili zaradi njegove neprištevnosti. Javne fatve so se uporabljale tudi za spodbijanje doktrinarnih vprašanj in v nekaj primerih za razglasitev, da so nekatere skupine ali posamezniki, ki so se izrekli za muslimane, izključeni iz islamske skupnosti (takfir).
V politični in znanstveni sferi so doktrinarne polemike med različnimi državami, veroizpovedmi ali središči učenosti spremljale nasprotujoče si fatve. Muftije so delovali tudi zato, da bi preprečili vpliv sodnikov ali posvetnih funkcionarjev. Z artikuliranjem pritožb in zakonskih pravic prebivalstva so javne fatve pogosto povzročile, da je moral sodni sistem, ki se ni odzival, zagotoviti odškodnino. 

## Fatva v moderni dobi

### Protikolonialne fatve
V zgodnjem obdobju zahodnega kolonializma so bile izdane številne fatve, ki so temeljile na klasični pravni razmejitvi med deželami pod islamsko vladavino (dar al-Islam) in deželami vojne (dar al-harb) ali nevernikov (dar al-kufr). Te fatve so razvrstile države pod evropsko dominacijo med dežele vojne ali nevernikov in se sklicevale na pravno teorijo, ki je muslimane obvezovala, da se borijo proti vladarjem teh dežel ali se izselijo. V 19. stoletju je bilo izdanih veliko takšnih fatev, na primer fatva šaha Abdul Aziza v Indiji iz leta 1803 in fatva Usmana dan Fodia v Zahodni Afriki. Muftije so kmalu priznali, da je narava teh fatev nerealna, in leta 1870 je ulema severne Indije izdala fatvo, da indijski muslimani niso dolžni upirati se ali emigrirati. Podobna doktrinarna polemika se je zgodila v Alžiriji pod francosko zasedbo. Fatve, ki jih je zagovarjal alžirski protikolonialni voditelj Abd al-Qadir, so se razlikovale od fatev, ki so jih francoske oblasti dobivale od lokalnih muftij. Slednje so trdile, da se muslimani, ki živijo pod oblastjo nevernikov, niso dolžni boriti se ali emigrirati, dokler jim oblast zagotavlja versko svobodo.
V številnih priložnostih so fatve služile kot učinkovito orodje za vplivanje na politična dogajanja. Leta 1904 je fatva maroškega uleme dosegla odslovitev evropskih strokovnjakov, ki jih je najela maroška vlada, s fatvo iz leta 1907 pa je uspelo odstaviti maroškega sultana pod obtožbo, da ni uspel organizirati obrambe proti francoskim agresorjem. Leta 1891 je iranski mudžtahid Mirza Širazi objavil fatvo Tobačni protest, ki je prepovedovala kajenje tobaka, dokler bo v veljavi britanski tobačni monopol. Fatva je dosegla svoj cilj.

### Sodobne institucije
Pod evropsko kolonialno oblastjo je bila v številnih medresah ustanovljena dar al-ifta, centralna ustanova za izdajanje fatev. Dar al-ifte so v veliki meri nadomestile neodvisne muftije kot verske vodnike za preprosto prebivalstvo. Po osamosvojitvi je večina muslimanskih držav ustanovila nacionalne organizacije, ki so se ukvarjale z izdajanjem fatev. Ena od takšnih je egiptovska Dar al-Ifta, ustanovljena leta 1895, ki je skozi fatve izražala nacionalno vizijo islama. Fatve je izdajala na zasebne in vladine zahteve. Nacionalne vlade držav z muslimansko večino so ustanovile tudi svete visokih verskih učenjakov, ki s fatvami svetujejo svojim vladam v verskih zadevah. Ti sveti spadajo praviloma pod ministra za verske zadeve in ne pod ministra za pravosodje, ki mora imeti drugačen odnos do izvršilne veje oblasti.
Medtem ko je v preteklosti glavni muftija nadziral hierarhijo muftij in sodnikov in uporabljal tradicionalno sodno prakso, je večina sodobnih islamskih držav privzela evropskim podobne pravne predpise in ne uporablja več tradicionalnih sodnih postopkov in tradicionalno usposobljenih sodnikov. Državni muftije na splošno spodbujajo vizijo islama, ki je združljiva s pravnim sistemom njihove države.
Čeprav so nekateri zgodnji teoretiki trdili, da muftije ne bi smeli odgovarjati na vprašanja o določenih temah, na primer o teologiji, so muftije v praksi odgovarjali na vprašanja, ki so se nanašala na širok spekter tem. Ta trend se nadaljuje tudi v sodobnem času. Sodobni državni muftije in institucije za ifto se odzivajo tako na vladna kot zasebna vprašanja o različnih temah, vključno s političnimi konflikti, islamskimi financami in medicinsko etiko, s čimer prispevajo k oblikovanju nacionalne islamske identitete. V okviru Organizacije islamskega sodelovanja je bila leta 1981 v Džedi ustanovljena Mednarodna akademija za napredne študije islama, katere pravno mnenje ni obvezujoče.

### Pravna metodologija
Za sodobne fatve je značilno vedno večje zanašanje na postopke idžtihada, se pravi na zakonskih predpisih, ki temeljijo na neodvisni analizi in ne na mnenjih prejšnjih pravnih avtoritet (taklid).  Medtem ko so bili muftije v preteklosti povezani s posebno pravno šolo (madhab), so se v 20. stoletju začeli mnogi muftije uveljavljati neodvisno od tradicionalnih pravnih šol.
Najbolj razvpit rezultat neupoštevanja klasične sodne prakse so fatve militantnih skrajnežev, ki Koran in hadis razlagajo kot podporo samomorilskim bombnim napadom, neselektivnemu ubijanju in razglašanju samozavestnih muslimanov za nevernike (takfir).
Nove oblike idžtihada so povzročile tudi fatve, ki podpirajo na primer enakost spolov in bančne obresti, kar je v nasprotju s klasično sodno prakso. To se običajno doseže z uporabo različnih tradicionalnih pravnih doktrin, kot so maqasid (cilji) šeriata, maslaha (javni interes) in darura (nujnost), namesto da bi se držali svetih spisov. Glavni argument za ta pristop je, da je islamsko pravo namenjeno služenju interesom muslimanov in lajšanju njihovega življenja (taysīr). Ta oblika idžtihada je še posebej izrazita v fiqh al-aqallīyāt (sodna praksa manjšin), nedavno razviti veji islamske sodne prakse, katere namen je obravnavati potrebe muslimanov, ki živijo v državah z nemuslimansko večino. Njeni nasprotniki temu nasprotujejo, ker bi moral šeriat določati interese muslimanov in ne obratno.

### Politične fatve in polemike
14. novembra 1914 je osmanski sultan razglasil džihad in Osmansko cesarstvo je uradno vstopilo v prvo svetovno vojno. Razglasitev je bila podprta s fatvo, ki jo je izdal šejk al-islam. V nasprotju z nemškim upanjem, da bo razglasitev sprožila upore muslimanov v britanskih in francoskih kolonijah, so tamkajšnje muslimanske oblasti džihad zavrnile ali ga tiho ignorirale. V Evropi je fatva hitro sprožila vroče akademske razprave. Polemiko je sprožil članek vidnega nizozemskega orientalista C. Snouck Hurgronje iz leta 1915 z naslovom Heilige Oorlog [Sveta vojna] Made in Germany. V njem se je Hurgronje odpovedal svojim nemškim kolegom, za katere je menil, da so spodbudili razglasitev džihada v neodgovornem pozivu na zastareli koncept, ki je ogrozil projekt modernizacije muslimanskega sveta. Zelo razširjen je bil angleški prevod njegovega članka, o njegovi točnosti pa še vedno razpravljajo zgodovinarji, ki priznavajo tako nemški vpliv kot notranjepolitične računice osmanske vlade, ki so bile podlaga za vojno napoved.
V sodobnem času je bilo izdanih več fatev, ki so pozivale na bojkot. Ena od takšnih je bila fatva iraškega uleme iz leta 1933, ki je pozivala na bojkot cionističnih proizvodov. Leta 2004 je Yusuf al-Qaradawi izdal fatvo, s katero je pozival na bojkot izraelskih in ameriških proizvodov. Trdil je, da nakupovanje teh dobrin krepi sovražnikovo moč proti muslimanom v vojni za Palestino.
V moderni dobi je bilo nekaj muftij, ki so bili pomembni politični voditelji. Med njimi sta bila muftija Libanonske republike sredi 20. stoletja in veliki muftija sultanata Oman. V Iranu je ajatola Homeini uporabljal razglase in fatve, da bi z njimi uvedel in legitimiral številne institucije, vključno s Svetom islamske revolucije in Iranskim parlamentom. 
Najbolj razvpita Homeinijeva fatva je bila smrtna obsodba Salmana Rushdieja zaradi njegovega romana  Satanski stihi. Homeini razglasa ni imenoval fatva. Nekateri učenjaki so potrdili, da se razglas ne more šteti za fatvo, ker lahko po islamski pravni teoriji o krivdi odloča samo sodišče. V zahodnem tisku je bil razglas kljub temu predstavljen kot fatva. Takšno stališče so na široko sprejeli tako njeni kritiki kot zagovorniki. Rushdijeva afera je zaslužna, da je ustanova fatve pritegnila svetovno pozornost  in skupaj s kasnejšimi militantnimi fatvami prispevala k napačni predstavi fatve kot smrtne obsodbe.
Številna militantna in reformna gibanja so v sodobnem času širila fatve, ki so jih izdali posamezniki brez kvalifikacij, ki se običajno zahtevajo od muftije. Takšen razvpit primer je fatva, ki so jo leta 1998 izdali  Osama bin Laden in štirje njegovi sodelavci in razglasili »sveto vojno proti Judom in križarjem« in pozvali k ubijanju ameriških civilistov. Številni islamski pravniki so razen tega, da so obsodili njeno vsebino, poudarili, da bin Laden ni usposobljen za izdajo fatve in pristojen za razglasitev džihada.
Amansko sporočilo  je bila izjava, ki jo je leta 2005 v Jordaniji podpisalo skoraj 200 uglednih islamskih pravnikov. Služila je kot »proti-fatva« proti široki uporabi takfirja (izobčenja) džihadističnih skupin, s katerim so opravičevali džihad proti vladarjem muslimanskih držav. Amansko sporočilo je priznalo osem legitimnih šol islamskega prava in prepovedalo izjave o odpadništvu, naperjene proti podpisnikom. V Sporočilu je bila tudi izjava, da lahko fatvo izda samo ustrezno usposobljen muftija. Z njo so želeli delegitimirati fatve, ki so jih izdajali militanti brez potrebnih kvalifikacij.
Napačne in včasih nenavadne fatve, ki so jih v zadnjem času izdali nekvalificirani ali ekscentrični posamezniki, so včasih povzročile pritožbe na »kaos« v sodobni praksi ifte.

### Fatva na Zahodu
Po napadih 11. septembra 2001 je skupina islamskih učenjakov z Bližnjega vzhoda na zahtevo muslimanskega kaplana v vojski ZDA izdala fatvo, ki dovoljuje muslimanom v vojski ZDA, da sodelujejo v vojaških operacijah proti muslimanskim državam. Fatva odraža dve vse bolj razširjeni praksi. Prvič: neposredno se je dotaknila Korana in hadisa brez sklicevanja na sodno prakso katerekoli tradicionalne šole islamskega prava. Drugič: vedno pogostejša postajajo vprašanja zahodnih muslimanov, usmerjena na muftije v državah z muslimansko večino, saj približno tretjina muslimanov zdaj živi kot manjšina v nemuslimanskih državah.
Na Zahodu so bile ustanovljene institucije, namenjene izključno izdajanju fatev zahodnim muslimanom. Takšni sta na primer Svet Severne Amerike za fik (FCNA), ustanovljen leta 1986, in Evropski svet za fatvo in raziskave (ECFR), ustanovljen leta 1997. Te organizacije si prizadevajo izdati fatve, ki odgovarjajo na težave muslimanskih manjšin in jim pomagajo izpolnjevati zahteve šeriata, hkrati pa poudarjajo združljivost islama z različnimi sodobnimi konteksti. FCNA je bil ustanovljen z namenom razvijanja zakonitih metod za privzem islamskega prava v življenje na Zahodu. ECRF se opira na vse glavne šole sunitskega prava, pa tudi na druga tradicionalna pravna načela, kot so skrb za javno dobro, lokalne običaje, preprečevanje škode in izdajanje fatev, primernih za življenje v Evropi.  ECRF je na primer leta 2001 dovolil ženskam, ki so se spreobrnile v islam, da ostanejo poročene, ne da bi zahtevale spreobrnitev svojih mož. Dovoljenje je bilo sprejeto deloma tudi na podlagi evropskih zakonov in običajev, po katerih se ženskam zagotavlja svoboda veroizpovedi.  Nekateri so dovoljenje odobravali, drugi pa so ga kritizirali kot preveč eklektično in potencialno nevarno zaradi mogočega negativnega vpliva na razlago šeriata v muslimanskih večinskih državah.
Potrebe zahodnih muslimanov so zrasle v novo vejo islamske sodne prakse, imenovano sodna praksa (muslimanskih) manjšin (fiqh al-aqallīyāt). Ime je nastalo leta 1994 v fatvi, ki jo je izdal Taha Džabir Alalvani, takrat predsednik FCNA, in je spodbujala muslimanske državljane k sodelovanju v ameriški politiki. Ta veja sodne prakse se od takrat razvija predvsem, vendar ne izključno, za muslimanske manjšine na zahodu.

### Vloga v sodobnih medijih
Napredek tiskanih medijev in vzpon interneta sta spremenila dojemanje in vlogo fatve v sodobni družbi. V predmoderni dobi je večino fatev, izdanih kot odgovor na zasebna vprašanja, prebral samo pobudnik. Na začetku 20. stoletja je reformistični islamski učenjak Rašid Rida začel odgovarjati na tisoče vprašanj iz vsega muslimanskega sveta o različnih družbenih in političnih temah v redni rubriki svojega kairskega časopisa Al-Manar. Ko je v poznem 20. stoletju veliki egiptovski muftija Sayyid Tantawy izdal fatvo, ki je omogočala obrestno bančništvo, so v egiptovskem tisku o tem živahno razpravljali tako verski učenjaki kot intelektualci laiki.
V dobi interneta se je pojavilo veliko število spletnih strani, ki bralcem po vsem svetu ponujajo fatve. Takšna je na primer IslamOnline, ki objavlja arhiv srečanj "živa fatva". Do leta 2007 se je v arhivu nabralo približno tisoč srečanj z biografijami muftij. Razen interneta je tudi vedno več televizijskih in radijskih programov, ki v živo odgovarjajo na klice gledalcev in poslušalcev in prispevajo k razvoju novih oblik sodobne ifte. Za razliko od jedrnatih ali tehnično dodelanih predmodernih fatev, poskušajo biti fatve, ki jih posredujejo sodobni mediji, obširnejše in dostopnejše širši javnosti.
V spletne strani s fatvami je pogosto vključena mreža muftij, ki imajo dostop do istega vprašanja in delujejo kot pravni svetovalci. V drugih primerih se preko medmrežja usklajujejo mnenja islamskih pravnikov različnih narodnosti, pravnih šol in včasih celo veroizpovedi (suniti in šiiti), ki privedejo do izdaje kolektivne fatve. Od nje se pričakuje, da bo imela v javnosti večjo veljavo kot fatva enega samega muftije. Kolektivna fatva, ki se včasih imenuje ijtihād jamāʿī (kolektivna pravna razlaga) pomeni novo razvojno obliko, je pogosta na primer v odborih islamskih finančnih institucij in mednarodnih svetih za fatvo.

### Socialna vloga fatev
Ker se je vloga fatev na strogo pravnem področju v sodobnem času zmanjšala, se je relativno povečal delež fatev, ki se ukvarjajo z obredi in verskimi vprašanji, kot so razlage Korana, veroizpovedi in sufizma. Sodobne fatve se ukvarjajo z zelo različnimi temami, kot so zavarovalništvo, operacije spreminjanja spola, raziskovanje Lune in pitje piva. Javne polemike odražajo politična nasprotja v muslimanskem svetu od protikolonialnih bojev do zalivske vojne devetdesetih let, ko so muftije v nekaterih državah izdali fatve, ki so podpirale sodelovanje v koalicijah pod vodstvom ZDA, medtem ko so muftije iz drugih držav potrdili iraški poziv k džihadu proti ZDA in njenim zaveznikom. V zasebni sferi so začeli nekateri muftije postajati nekakšni socialni delavci in svetovalci v različnih osebnih težavah, s katerimi se srečujejo v vsakdanjem življenju.
Znatne spremembe je doživel tudi socialni profil vpraševalcev. Zaradi povečanja števila univerzitetno izobraženih vernikov, se je povečal tudi delež univerzitetno izobraženih vpraševalcev, kar je spremenilo tradicionalni odnos muftija-mustafti, ki je temeljil na omejeni pismenosti prosilcev. Med vpraševalci je tudi vedno več žensk, ki z muftiji navezujejo stike osebno in ne preko moškega sorodnika kot so to počele v preteklosti. Ker je vedno več žensk tudi med študenti islamskega prava, se bo njihov vpliv med razlagalci verjetno še povečal.
Velika količina fatev, izdanih v sodobnem svetu, je za številne muslimane dokaz pomembnosti islamske avtentičnosti, na žalost pa je na voljo malo raziskav, ki bi pokazale, v kolikšni meri muslimani v resničnem življenju priznavajo avtoriteto različnih fatev in upoštevajo njihove odločitve. Namesto da se fatve odražajo v ravnanju vernikov, so morda samo zbirka mnenj o tem, kako bi morali muslimani razmišljati.